# Остров
Вижте пояснителната страница за други значения на Остров.
Òстров се нарича част суша, обградена от воден басейн, издигаща се над нивото на водата дори при прилив, която не се смята за континент. Островите могат да се намират в океан, море, езеро, залив или река. Някои острови са достатъчно големи, с извори и плодородна почва, за да са населени.

## Класификация
Съществуват различни класификации на островите, най-вече според начина на тяхното формиране и произход.

### Формиране
- Чрез надигащите се води

Континенталните острови се наричат така, защото са разположени на същия континентален шелф като близкия до тях континент. Следователно всъщност е част от същия континент: височината на морското равнище го прави остров (това е случаят с Великобритания, която по време на последното заледяване не е била остров). Някои острови са отворени само при прилив (например Мон Сен Мишел или остров Ноармутие) и затова се наричат приливни острови. В тези случаи дълбочината на морето около тях е относително плитка.
- Великобритания
- Мон Сен Мишел
- Ноармутие

- Чрез континентален дрейф

Преди стотици милиони години Австралия е била прикрепена към Антарктика. Мадагаскар е бил присъединен към Африка. В тези два случая една тектонична плоча е разкъсана, за да се получат две, които постепенно се разминават на повърхността на земното кълбо със скорост от няколко сантиметра на година (1 см на година за 100 милиона години = 1000 км). Такъв е и случаят с Корсика и Сардиния, които са били свързани с европейския континент преди няколко милиона години.
- Австралия и Антарктика
- Мадагаскар до Африка
- Корсика и Сардиния до Европа

- Чрез вулканично натрупване

Лавите и други вулканични продукти от изригване на един или повече подводни вулкани, се натрупват и се появяват над водата, образувайки острова. Тогава дълбочината на околното море може да бъде много голяма (няколко хиляди метра). Островите в средата на океана геологически не са част от нито един континент.
- Чрез наносно натрупване
  - Коралови острови

Атолът е остров, образуван от коралов риф, изграден върху ерозирал и потопен вулканичен остров. Чрез натрупването на корали и полипи на няколкостотин метра височина рифът излиза на повърхността на водата и образува нов остров. Атолите често имат пръстеновидна форма с централна, плитка лагуна. Примери за това са Малдивите в Индийския океан и Рангироа в Тихия океан.
- Пръстеновидни атоли
- Бикини
- Баа (Малдиви)
- Рангироа

- - Речни острови

Речните острови се появяват във водния поток по течението и в делтите на реките. Те се образуват от отлагането на наноси (седименти) на места, където течението губи част от интензивността си. Някои са кратковременни и могат да изчезнат при промяна на обема на водата или скоростта на реката, докато други са стабилни и дълготрайни.
- Речни острови
- Българските острови Белене, Белица (вляво) и Предел (близкият вдясно) в река Дунав
- Остров Салсетт е ограничен на север от реката Васай, на североизток от река Улхас, на изток от реката Тана и пристанището на Мумбай, а на юг и запад от Арабско море.
- Остров на река Гленелг (Австралия) с кенотаф.

- Чрез тектонично натрупване

В зоните на субдукция, където две тектонични плочи се събират, се образуват обратни разломи и гънки, които удебеляват земната кора и причиняват издигане на морското дъно. По този начин остров Барбадос в Западна Индия се появява като акреционна призма. Същото е и за островите на запад от Суматра: Симеулуе, Ниас и др. За остров Ниас земетресението през 2005 г. в Суматра повдига част от острова, увеличавайки още повече площта му.
- Акреционни призми
- Барбадос
- Симеулуе
- Ниас

- Чрез издигане на литосферата

На нивото на Балтийско море и фиордите, топенето преди 10 000 години на ледника, който го покрива, е причинило повдигане на литосферата (следледников отскок, изостатично отскачане), причинявайки появата на нови земи и острови като Борнхолм.
- Борнхолм
- Един от Палмовите острови Джумейра (Дубай) и архипелагът „Светът“
- Летище Кобе в Япония е построено на изкуствен остров.

- Чрез човешка намеса

Изкуствените острови се изграждат чрез насипване или изграждане на диги. Те понякога използват един или повече съществуващи острови.
Резервоарните езера и язовири понякога съдържат острови.

## Видове острови по произход

### Континентални острови
Континенталните острови имат геоморфоложки характер на даден континент и в геоложкото минало са били свързани с него, но впоследствие поради тектонски движения са били обособени като самостоятелни морфографски езеници: Сицилия (Европа), Гренландия (Северна Америка), Барбадос (Южна Америка), Тасмания (Австралия) и др. Съобразно разположението си континенталните острови биват крайбрежни, самостоятелни и острови на континенталния склон.
- Крайбрежните острови са разположени близо до брега на континента и по всички белези (геоложки, геоморфоложки, биогеографски) са сходни с континенталния бряг. Такива са островите край далматинския бряг на Хърватия – Корчула, Хвар, край бреговете на Финландия – шхерите, тези край Швеция, Гренландия, Чили, Корея и др.[2]
- Самостоятелните острови се различават рязко от брега на континента. Те са разположени на шелфа поединично или на групи. Към този вид острови спадат: Канадски арктичен архипелаг, архипелазите Свалбард и Земя на Франц Йосиф, Нова земя, Северна земя, Новосибирски острови и остров Врангел в Северния ледовит океан, а също островите Великобритания, Ирландия, Тасмания, Нюфаундленд, Огнена земя, Хайнан и др.[2]
- Островите на континенталния склон са разположени по-далеч от съседните континенти, от които са отделени с дълбочини от 200 до 2500 m. Въпреки тази особеност те имат общи белези с континента (геоморфоложки и структурни). Най-известните острови от този тип са: Гренландия, Мадагаскар, Тайван, Сардиния, Корсика, Малайският, Филипинският, Японският архипелаг и др.[2]

### Океански острови
Океанските острови са сушеви части с по-ограничени размери, които никога не са били части от континентите и са възникнали независимо от тях. В зависимост от произхода си те се делят на вулканични и коралови.
- Вулканичните острови са изградени вследствие ерупции на подводни вулкани, чието действие е определило формата и размерите им. Те се отличават с планинския си релеф и са свързани с определени лабилни зони на земната кора или с някои структурни линии и са пръснати на много места. В Средиземно море най-известни са Липарските острови, Пантелерия, Санторини; в Атлантическия океан – Канарските, Азорските, Ян Майен, Мадейра, Света Елена, Възнесение, Тристан да Куня; в Индийския океан – Кергелен, Амстердам, Сен Пол. Особено богат на вулкански острови е Тихият океан. В средата на огромния океански басейн се издигат Хавайските острови, Фиджи, Самоа, а по периферията му – островите Галапагос, Хуан Фернандес, Алеутските Курилските, Рюкю и др.[2]
- Кораловите острови дължат произхода си кораловите строежи по подводните плитчини или около вулканските конуси в океана. Те са известни под името атоли. Представляват пръстеновидни острови, разкъсани на няколко места с много нисък бряг от 3 до 5 m височина и ширина до 500 m. В средата на атола е разположена плитка лагуна, която има кръгла или елипсовидна форма, с различни размери и дълбочина. Дължината на най-големите атоли достига до 70, а на места и до 140 km, а ширината до 30 km. В някои случаи дълбочината на лагуните им достига до 100 m, но по-често те са плитки – от 35 до 40 m. Най-известните атоли са разположени в Тихия океан, в островните групи на Полинезия, Микронезия и Меланезия. В тези архипелази са групата острови Туамоту със 70 атола, Тувалу, Маршалови острови и др. В Индийския океан най-известните атоли са Малдивските и Лакадивски острови; в Атлантическия океан – Бахамските и Бермудските острови, като последните са най-отдалечените от екватора коралови острови на Земята, образувани под влиянието на топлото морско течение Гълфстрийм.[2]

## 10–тенай-големи острова на света
1. Гренландия – 2 175 597 km²
2. Нова Гвинея – 785 753 km²
3. Борнео (Калимантан) – 743 330 km²
4. Мадагаскар – 587 042 km²
5. Бафинова земя – 507 451 km²
6. Суматра – 473 605 km²
7. Хоншу – 230 316 km²
8. Великобритания – 229 883 km²
9. Виктория – 217 291 km²
10. Елсмиър – 196 235 km²

## Български острови

### Дунавски острови
Най-много български острови има в река Дунав. Сред тях са и най-големите по площ (над 800 декара).
| Номер по ред | Наименование   | Площ в km² | Номер по ред | Наименование    | Площ в km² | Номер по ред | Наименование     | Площ в km² |
| 1            | Белене         | 41,1       | 9            | Косуй           | 2,4        | 17           | Есперанто (Орех) | 1,3        |
| 2            | Козлодуй       | 6,1        | 10           | Борил           | 2,1        | 18           | Средняк          | 1,3        |
| 3            | Вардим         | 4,9        | 11           | Езика (Масата)  | 1,9        | 19           | Радецки          | 1,2        |
| 4            | Батин          | 4,2        | 12           | Лакът           | 1,9        | 20           | Скомен           | 1,2        |
| 5            | Голяма бързина | 3,9        | 13           | Кутово          | 1,8        | 21           | Гарван           | 1,1        |
| 6            | Люляк          | 3,2        | 14           | Белица (Щуреца) | 1,5        | 22           | Добрина          | 1,1        |
| 7            | Алеко          | 2,9        | 15           | Калимок         | 1,5        | 23           | Цибър            | 0,9        |
| 8            | Ветрен         | 2,8        | 16           | Голям Бръшлен   | 1,4        | 24           | Малък Косуй      | 0,83       |

### Острови в Черно море
В Черно море има български острови и скали, от които 20 с площ над 6 декара:
- Острова (Галата, Аспарухов остров) — 2,5 km², 8 m, област Варна, община Варна. Той е полуморски-полуезерен остров между Черно море, Варненското езеро, Морско-езерен канал 1 и Морско-езерен канал 2.
- Свети Иван — 0,660–0,667 km², 33,0–45,3 m, област Бургас, община Созопол
- Свети Кирик (Кирик и Юлита) — 0,08–0,083 km², 15 m, област Бургас, община Созопол. Свързан със сушата посредством вълнолом (изкуствен провлак), изграден през 1927 г.
- Ченгенескелски (Отманлийски) остров — 0,017–0,03 km², 7 m, област Бургас, община Бургас. Той е полуморски-полуречен остров между Черно море и устието на Отманлийска река.
- Свети Петър — 0,015–0,025 km², 9–10 m, област Бургас, община Созопол
- Света Анастасия (Болшевик) — 0,011–0,022 km², 12,0–21,9 m, област Бургас, община Бургас
- Змийски остров (Свети Тома) — 0,012–0,017 km², 13–14 m, област Бургас, община Приморско
- Амбелиц — 0,01–0,012 km², 7,8 m, област Бургас, община Царево
- Птичи остров — 0,009–0,0101 km², 5,08–6,1 m, област Бургас, община Царево
- Среден Агатополис (Среден Ахтополски остров) — 0,007–0,0081 km², 4 m, област Бургас, община Царево. Свързан със сушата посредством железен мост.
- Ставров остров (Южен Лафински остров) — 0,0057–0,008 km², област Бургас, община Царево. Заедно с Малкия Ставров остров, с който са почти залепени, имат площ 9,14 dka. През последните години островът постепенно доста увеличава площта си чрез наслагвания, камъни, водорасли и вкаменелости в северна посока.
- Източна Резвая (Източна Резовска скала) — 0,0055–0,0073 km², област Бургас, община Царево. Остатък от о. Кианида (Цианида, Кианей, Киана). Този остров, или по-точно група от почти залепени един до друг острови, също в последно време значително е увеличил площта си.
- Северен Агатополис — 0,0058–0,0072 km², област Бургас, община Царево. Свързан е със сушата посредством железен мост.
- Остров Албатрос (до пристана на Лозенец) — 0,006–0,0071 km², област Бургас, община Царево. Свързан е със сушата посредством изкуствен вълнолом-провлак.
- Крокодила — 0,057–0,007 km², област Бургас, община Приморско
- Южна (Дълга) Ахтотовска скала (Южен Ахтос, Южна Ахтовска скала) — 0,0055–0,0068 km² (5,5–6,8 dka), област Бургас, община Созопол
- Манастиришка скала (Манастирич, Нестинарка) — 0,0058–0,0065 km², област Бургас, община Царево
- Лигорова скала — 0,0048–0063 km², област Бургас, община Царево
- Гларомитска скала (Гларомити, Гларомитски остров) — 0,0053–0,006 km², област Бургас, община Приморско
- Кастрич — 0,0043–0,0056 km² (до 0,006 km²), област Бургас, община Царево.